# Вулиця Потебні (Харків)
Вулиця Потебні́ — вулиця в центрі міста Харкова, розташована в Київському адміністративному районі. Починається від Театрального провулку і йде на північний схід до Чорноглазівської вулиці.

## Історія і назва

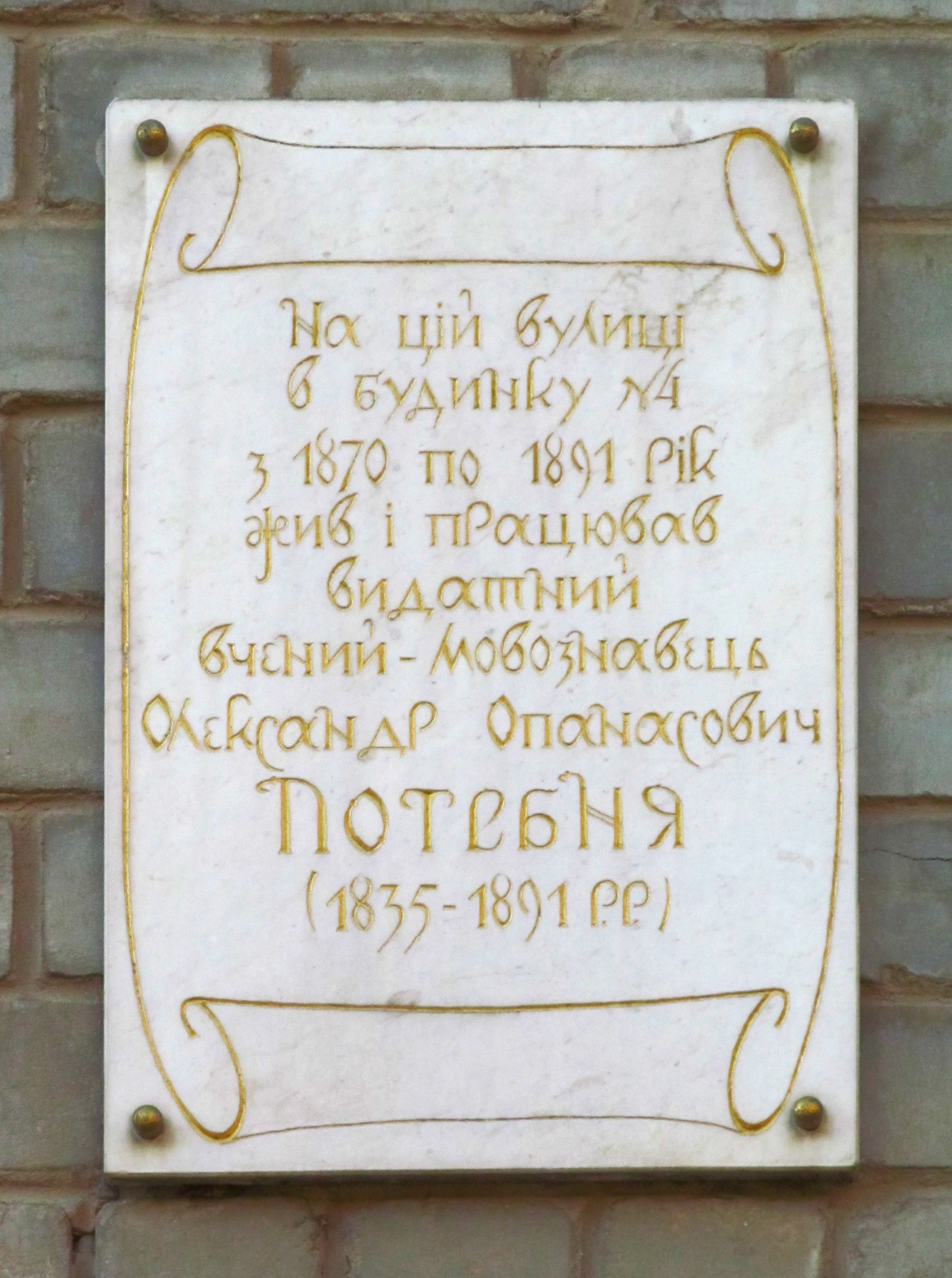
Меморіальна дошка на буд. № 1

Вулиця заснована в кінці XVIII— поч. XIX століття. Початкова назва — Підгорянка (у списку 1804 р.), потім отримала назву Підгорна (в документах 1841 —1842 рр.) У 1922 р. була перейменована на честь О. О. Потебні, філолога, етнографа, громадського діяча, професора Харківського університету.

## Будинки
- Буд. № 3 — Пам'ятка архітектури Харкова, 1913 р., житловий будинок, арх. М. Л. Мелетинський. Нині тут розміщується Центр удосконалення підготовки іноземних громадян УІПА.[1]
- Буд. № 4 — В цьому будинку в 1870—1891 рр. жив і працював видатний вчений та мовознавець О. О. Потебня.
- Буд. № 12/14 — В цьому будинку в 1913 р. у квартирі пані Габель знаходилося відділення «Российскої лиги равноправ'я жінок», це було друге відділення відкрите у державі[2]. У 1925 р. народився і до 1941 р. проживав видатний режисер Анатолій Ефрос. На фасаді будинку встановлено на його честь меморіальну дошку.[3]
- Буд. № 16 — Пам. арх., кін. XIX ст., особняк, арх. невідомий. Нині диспансерне протитуберкульозне відділення № 5. На фасаді будинку встановлено меморіальну дошку на честь Ксенії Іліаді, лікаря-фтизіатра, яка під час окупації Харкова німецькими загарбниками рятувала харків'ян від вивозу в Німеччину.[4]

## Зображення

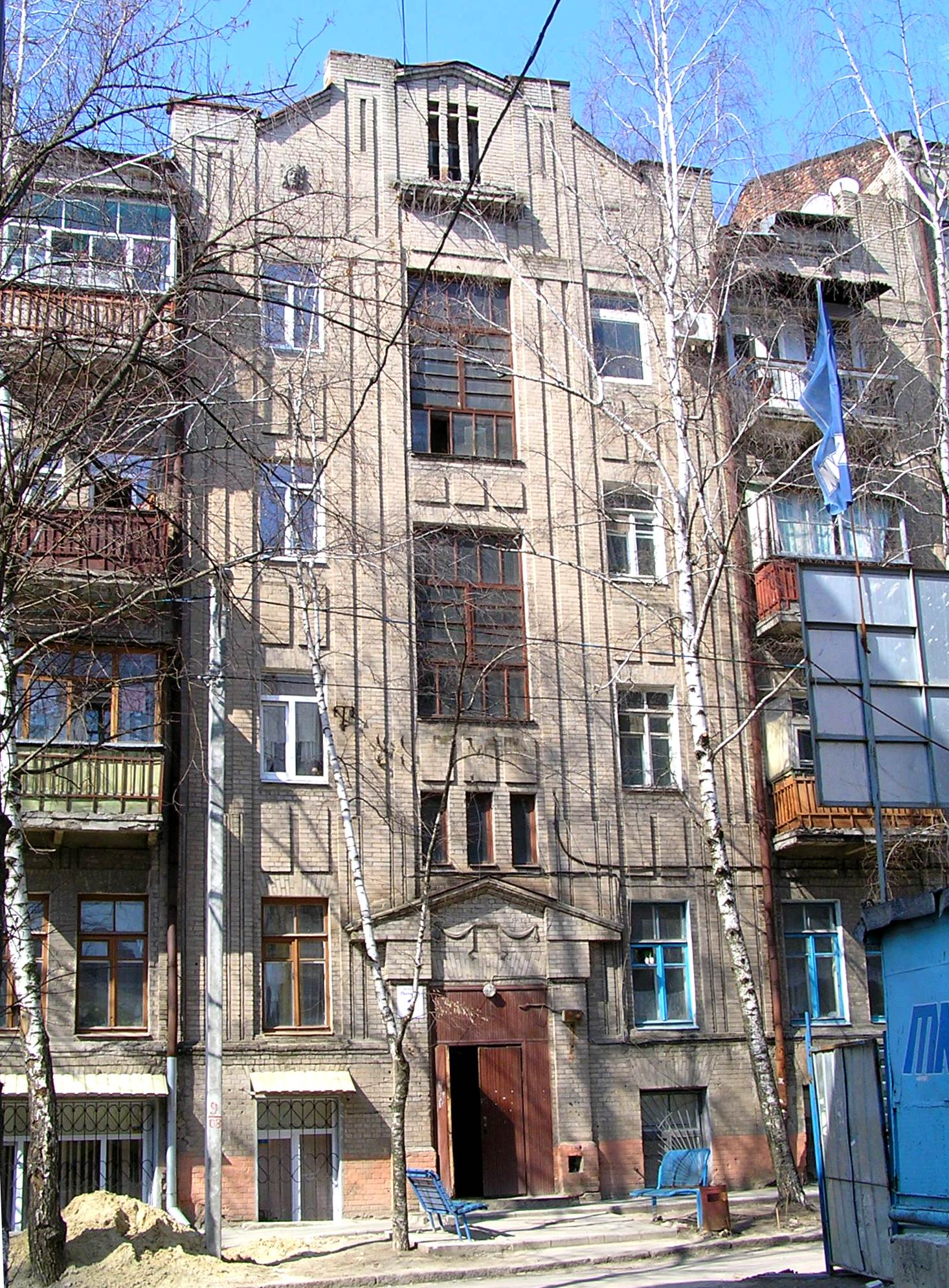
Будинок № 3
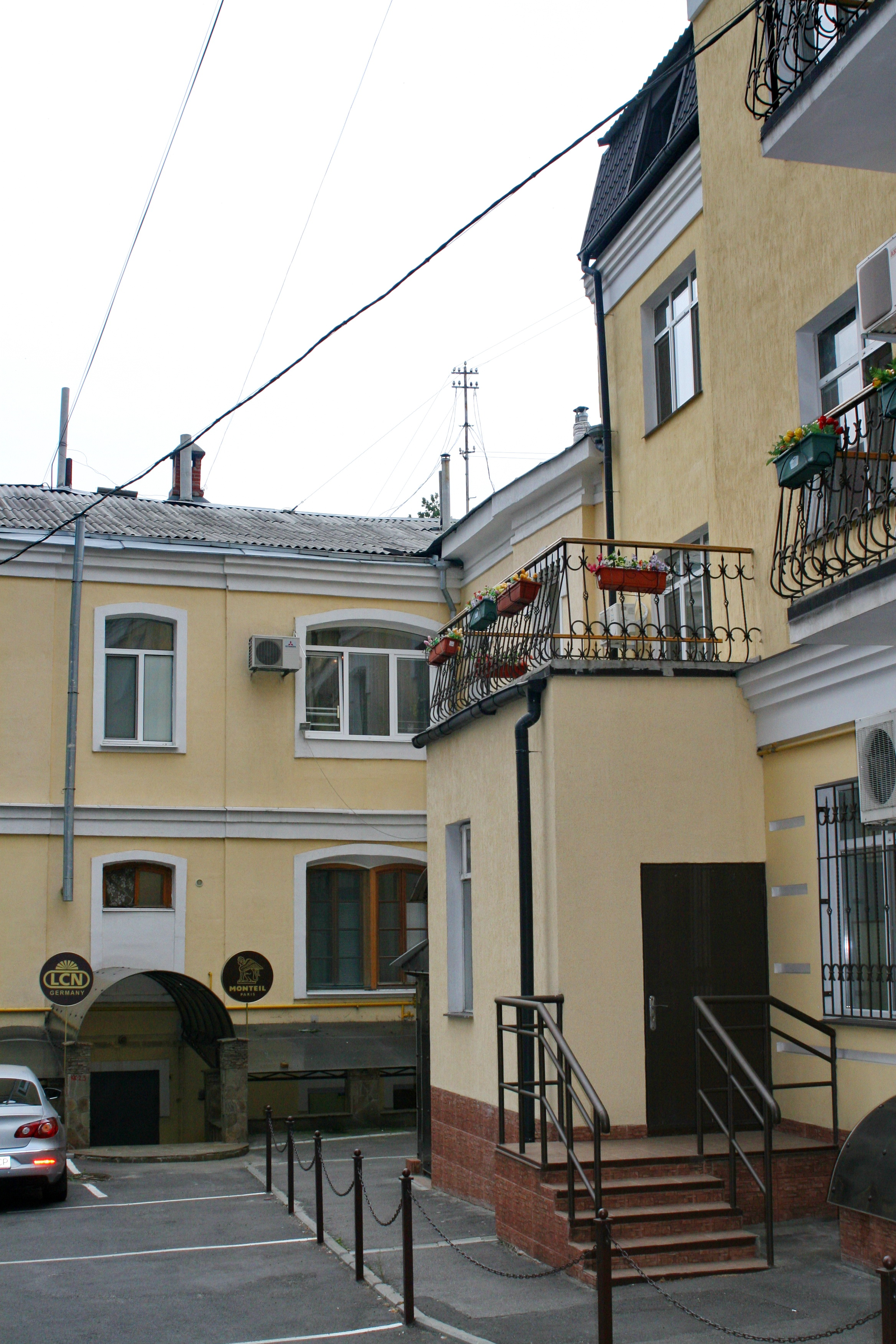
Будинок № 4, у якому жив Потебня О. О., рос. і укр.філолог
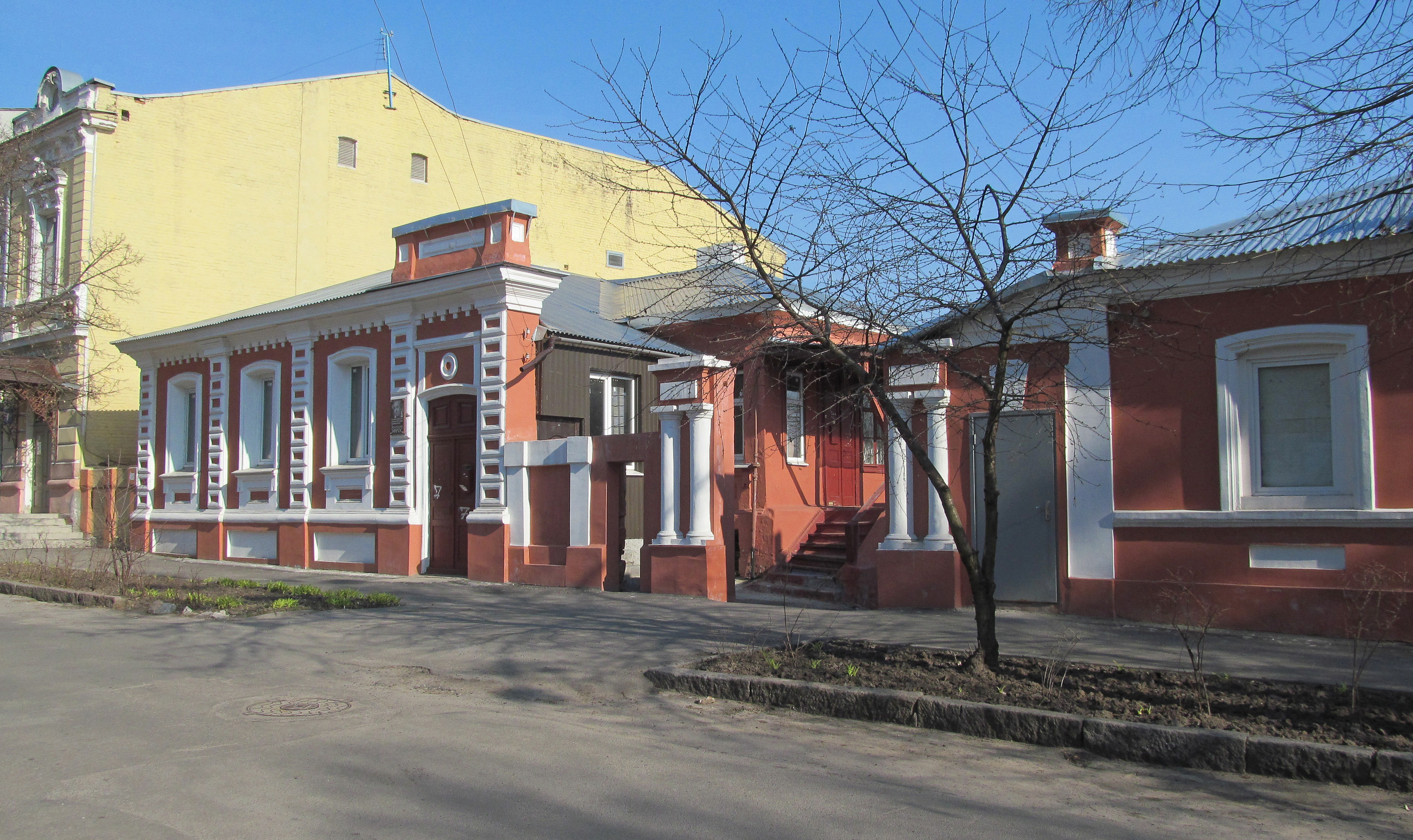
Будинок № 12/14
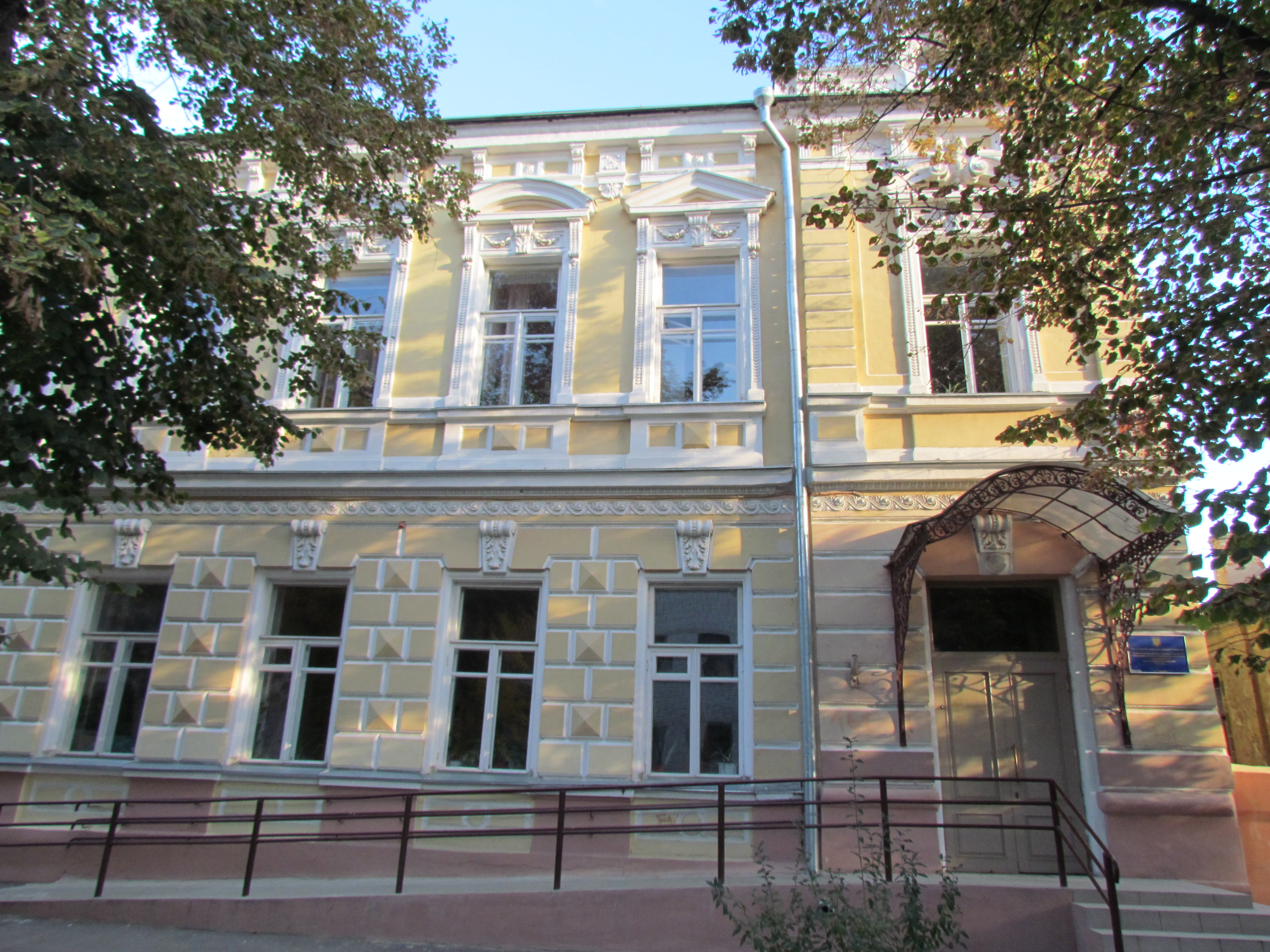
Будинок № 16
Меморіальна дошка Анатолію Ефросу
Меморіальна дошка Ксенії Іліаді